# Herdecke
Herdecke est une ville de Rhénanie-du-Nord-Westphalie (Allemagne), située dans l'arrondissement d'Ennepe-Ruhr, dans le district d'Arnsberg, dans le Landschaftsverband de Westphalie-Lippe.
À proximité se trouve la station de pompage-turbinage Koepchenwerk, en bordure du lac artificiel de Hengsteysee.

## Personnalités
- Antje Jackelén (4 juin 1955) une personnalité religieuse suédoise
- Sebastian Siebrecht (16 avril 1973), joueur d'échecs allemand
- Stephan Letter, (17 septembre 1978), tueur en série allemand
- Julia Schlecht (16 mars 1980), joueuse allemande de volley-ball
- Sina Schielke (19 mai 1981), atlèete allemande
- Nadine Schmutzler (27 avril 1984), rameuse d'aviron allemande
- Alisha Ossowski (26 mars 1995), joueuse allemande de volley-ball
- Lukas Klostermann (3 juin 1996), footballeur